# Plac Wolności w Rzeszowie
Plac Wolności, dawniej Rynek Nowego Miasta, Nowy Rynek (niem. Neuer Ring) – znajduje się w centrum Rzeszowa, na trasie przelotowej alei Piłsudskiego. Jest historycznym placem miasta, powstałym na skutek wybudowania osiedla handlowego tzw. Nowego Miasta (nie mylić z ob. dzielnicą i osiedlem o tej samej nazwie – Nowe Miasto). Historyczne Nowie Miasto zlokalizowane było na północny wschód od rzeszowskiego rynku i centrum ówczesnego miasta.
Według Z. Borowieńskiej-Birkenmajerowej, J. Pęckowskigo i A. Przybosia Okres formowania się "nowej", nie-średniowiecznej zabudowy Rzeszowa przypada prawdopodobnie na przełom XVI i XVII wieku, głównie za sprawą Mikołaja Spytka Ligęzy. F. Kotula natomiast jej genezę widziałby dopiero w końcu wieku XVII, już za czasów panowania Lubomirskich. Dodatkowo na metrykę wcześniejszą, jaką bardziej prawdopodobną wskazywać się zdaje układ przestrzenny Nowego Miasta, zachowany jeszcze w XVIII wieku i niektóre przywileje wydane przez Hieronima Augusta Lubomirskiego, które wyraźnie podkreślają wcześniejsze udogodnienia.
Oprócz powstałej wówczas dzielnicy żydowskiej zabudowany obszar rozrastał się w kierunku nowo powstałego zamku oraz wzdłuż dróg prowadzących z miasta na wschód (pierwotnie wzdłuż ulicy Mickiewicza), a następnie, po budowie właśnie Nowego Miasta, wzdłuż obecnej ulicy Lwowskiej.

## Nazwa
wymaga uzupełnienia

Rynek nosił różne nazwy: Neues Rink, Plac Wolności (1919–1935), Plac Wolności im. Marszałka Józefa Piłsudskiego (1935–1939), Adolfhitlerplatz, Plac im. Józefa Stalina, a od 1957 ponownie Plac Wolności.

## Historia

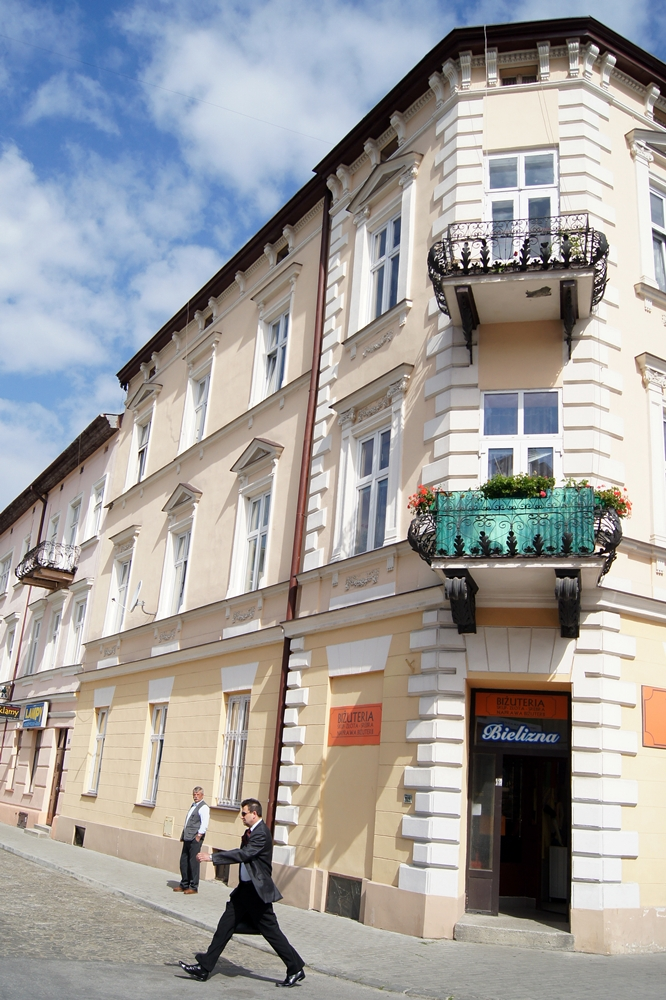
Kamienica pl. Wolności 1, widok od ulicy Bożniczej

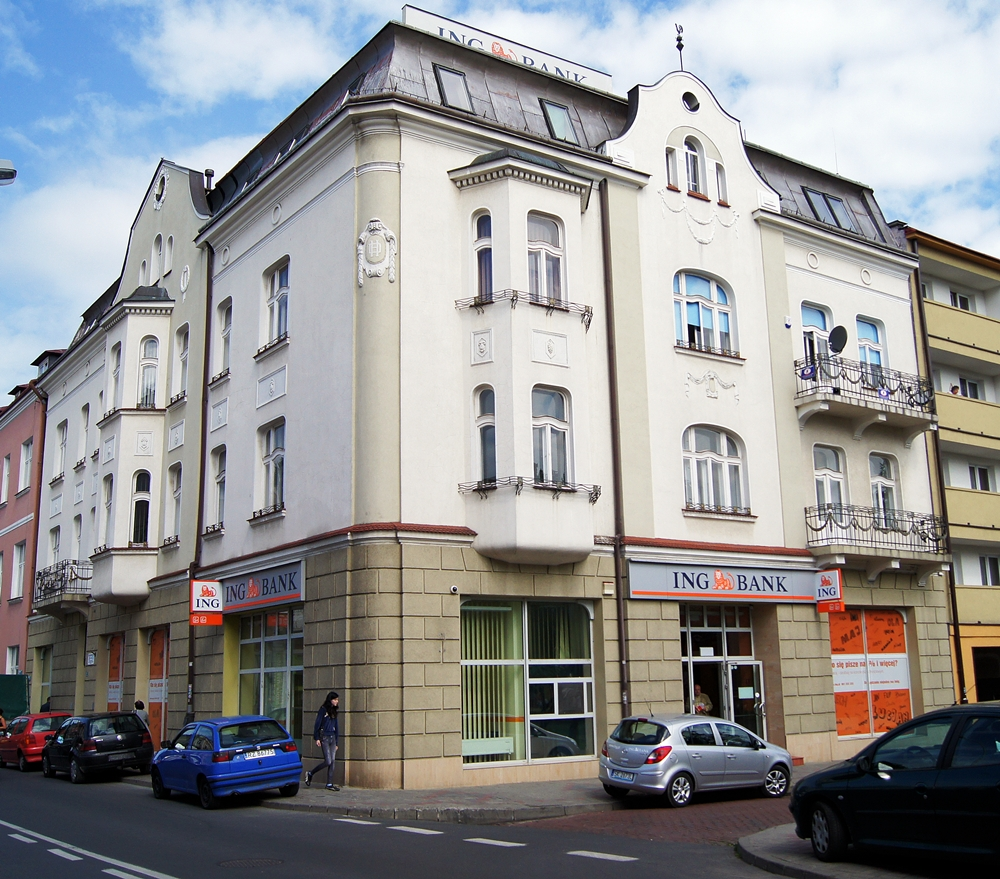
Kamienica narożna, pl. Wolności 3

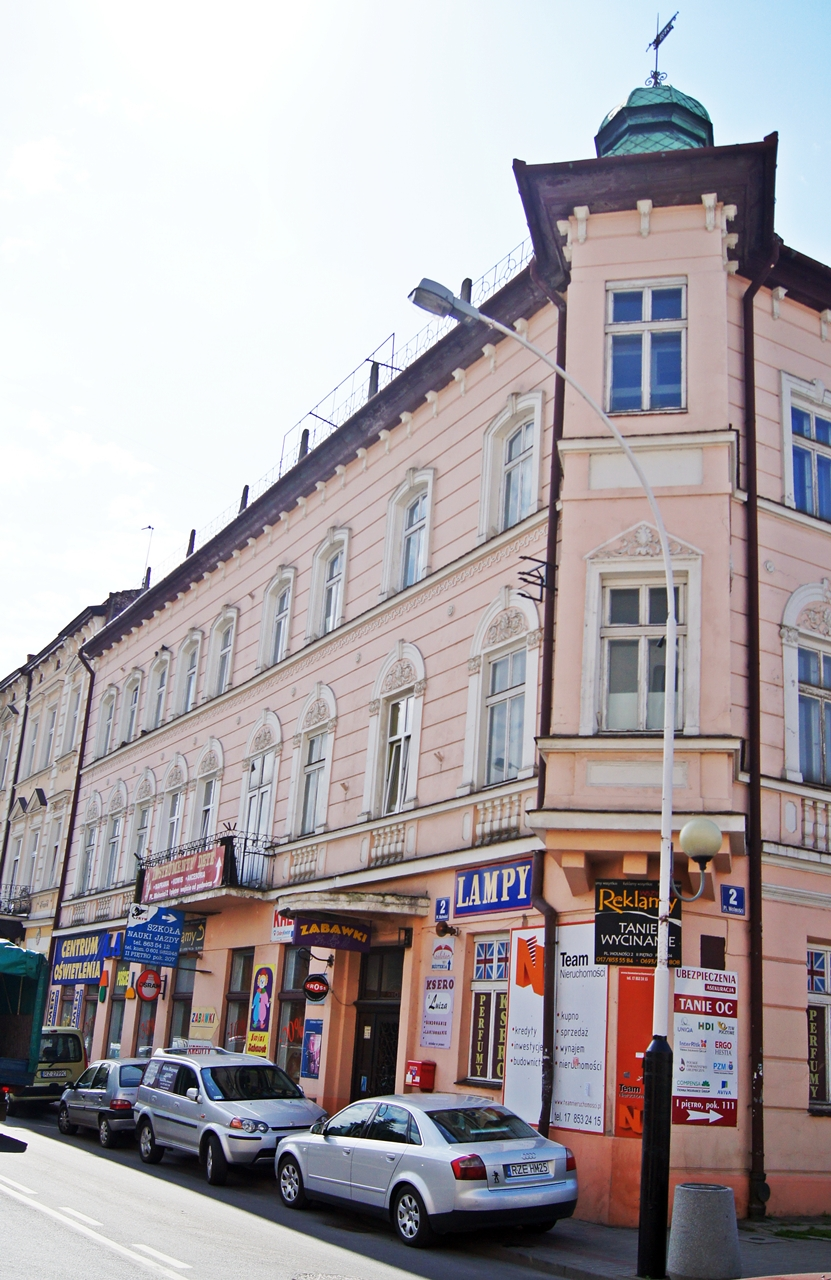
Hotel Krakowski

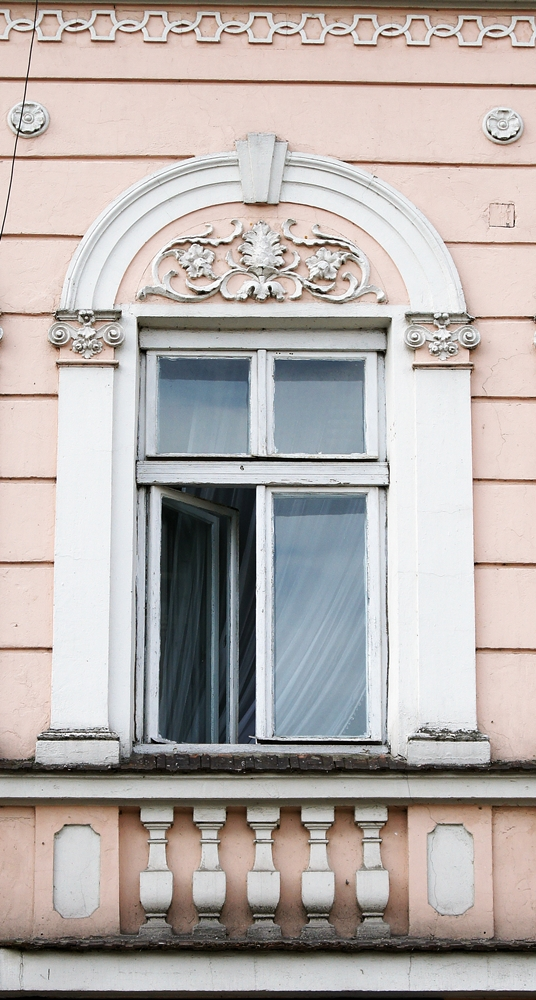
Hotel Krakowski, detal

Wspomniany już wcześniej okres powstania Nowego Miasta łączyć należy ze złotym wiekiem Rzeszowa. 
Nowy Rynek został utworzony zapewne głównie z powodu niewystarczającej przestrzeni dla narastającej liczby żydowskich i polskich kupców, dostępnej na „starym” rynku. Jego układ urbanistyczny podyktowany był zgoła inaczej niż w przypadku średniowiecznego Rzeszowa. Wytyczony pod nową zabudowę obszar wybrano w taki sposób aby ewentualna dalsza zabudowa była możliwa. Stąd też „nowa dzielnica” powstała na niskiej, płaskiej terasie Wisłoka, poza lessowym pagórem miasta lokacyjnego. W części centralnej wytyczono duży rynek, oparty na planie prostokąta o bokach 120 x 125 m. Na środku usytuowano kramy i wagę miejską. Pierwotnie Rynek posiadał krzyżowo wpadające doń 4 ulice, każda na środku pierzei, potwierdzone są jednak jedynie dwie, widoczne m.in. na planie sporządzonym przez Wiedemana ok. sto lat po dokonanej fundacji (wzdłuż ulic Gałęzowskiego i Lwowskiej). Przypuszczać jednak należy, że krzyżowy układ stanowił nawiązanie do rozpowszechnionego w XVI wieku modelu fundacyjnego miast renesansowych, co widoczne jest m.in. w pobliskim Głogowie Małopolskim, a w najdoskonalszej formie w Zamościu. 
Domy zlokalizowane bezpośrednio przy rynku zwrócone były szczytami do placu. Wszystkie równej wysokości i o ujednoliconej kubaturze stanowiły pewnego rodzaju modelowe rozwiązanie. Pomiędzy Rynkiem Nowego Miasta a obecną ulicą Mickiewicza powstało osiedle żydowskie. Szybko podjęto budowę murowanej „Małej” Synagogi.
W trakcie lat późniejszych, tj. wieków XVII i XVIII, podobnie jak i całe miasto, nowe osiedle oddane było pod opiekę nadwornych architektów Lubomirskich, głównie należy wspomnieć tutaj osobę K. H. Wiedemanna, który najprawdopodobniej odpowiedzialny był za projekty obwarowań miejskich i bramy, która stanęła przy Nowym Mieście.
Według badań J. Malczewskiego w latach pozaborowych Nowe Miasto znacznie zmieniło swój pierwotny charakter. Widoczne już na planach Wiedemanna poprawki zaowocowały najpewniej redukcją dwóch ulic krzyżowych, wychodzących z północnej i zachodniej pierzei i zastąpieniem ich jednym narożnym traktem. Bardzo ważnym wydarzeniem, które wpisało się w obraz Nowego Miasta było wytyczenie głównego traktu handlowego przez tzw. Dyrekcję Dróg i Mostów Galicyjskich, która ustalała przebieg drogi na trasie z Krakowa do Lwowa, wzdłuż mostu na Wisłoku, przez Rynek Nowomiejski, ulice Gałęzowskiego i Mickiewicza, przez Rynek, ulicę Kościuszki, obok fary i dalej aż do kościoła bernardyńskiego. Na austriackich planach widoczne jest również stopniowe „rozmycie” się zwartej zabudowy Nowego Miasta. Działki wzdłuż wybiegających z głównego placu ulic podzielono na parcele i przystosowano do zabudowy. Według austriackich planów z 1849 roku powstały m.in. ulica Grüne od Klapkuwer Gasse wybiegająca z południowo-zachodniego narożnika placu, łącząca się z Glogower Gass (czyli obecna część ulicy Sobieskiego dobijająca do Grunwaldzkiej), prowadząca na północ, poza obwarowania miejskie Wachsprefs Gasse i wspomniana już wcześniej północno-zachodnia uliczka „Cyganówka” - Ziegelhütter Gasse.
W czerwcu 1842 roku Nowe Miasto niemal w całości strawił pożar. Odbudowę podjęto stosunkowo szybko i już na mapach katastralnych z 1849 roku można odczytać, że przy rynku znajduje się 25 kamienic (pierzeje wschodnia - 5, zachodnia - 3, północna 7, południowa 5. Z czasem praktycznie całe Nowe Miasto stało się dominantą społeczności rzeszowskich Żydów, głównie za sprawą istniejących w pobliżu synagog, kirkutu i dogodnego miejsca do handlu. Druga połowa wieku XIX to okres niezwykle wzmożonej działalności budowlanej, nie tylko na Nowym Mieście, ale w całym Rzeszowie. W 1875 roku starostwo powiatowe w Rzeszowie usystematyzowało przepisy handlowe na rzeszowskich targowiskach, wyodrębniono place Rybny, Garncarski, Solny, Mickiewicza i Słowackiego i tzw. Targowicę (ob. Plac Targowy); przepisy te objęły także oba rynki. Na młodszym z nich sprzedawać można było owoce, warzywa, ziemiopłody, czy zboża prosto z wozów.
W 1913 roku Towarzystwo Muzeum Przemysłowego zorganizowało na Nowym Mieście kino „Muzeum”. Ostateczna zabudowa przedwojenna ukształtowała się w drugiej połowie wieku XIX i na początku XX. Całe założenie zniszczone zostało jednak w trakcie działań wojennych, a odbudowa w latach 50. nie nawiązywała w żaden sposób do wcześniejszej.

### Hotel Krakowski
Hotel Krakowski, w kamienicy przy Pl. Wolności 2 istniał z pewnością już przed 1896 rokiem. Swoją nazwę zawdzięcza on najprawdopodobniej nowemu właścicielowi – Naftalemu Haarrowi, który w 1890 kupił od Szymona Rajacha funkcjonujący w tym miejscu dom gościnny. Oprócz hotelu Haar kupił do spółki z bratem, Jakubem, także sąsiednią kamienicę (nr 1). 
Obecny kształt zawdzięcza jednak dwóm przebudowom z początku wieku XX. 
Trzykondygnacyjną bryłę hotelu zdobiło typowe dla architektury rzeszowskiej ciągłe, pozorne boniowanie na parterze, na piętrze zaś elewacja była uzupełniona prostymi gzymsami nadokiennymi. Szczyt elewacji frontowej wieńczył trójkąt, u góry segmentowany naczółkiem, ujęty w wolutowe spływy i tralkowaną balustradę. Na narożu, zgodnie z projektem wykonanym przez Hołubowicza umieszczono charakterystyczny, sześcioboczny wykusz, zwieńczony charakterystycznie uformowanym hełmem z ażurową chorągiewką. W tym kształcie hotel funkcjonował dość krótko. Obecna bryła została zrealizowana ostatecznie w wzbogaconym wymiarze, według projektu F. Stążkiewicza. Budynek posiadał identyczne rozplanowanie, została jednak nadbudowana dodatkowa kondygnacja, zrezygnowano ze szczytu nad ścianą frontową. Prosta, bezpretensjonalna dekoracja zastąpiona została wyjątkowo zdobną gipsaturą. Na chorągiewce pojawił się natomiast rok 1878, który najprawdopodobniej jest datą założenia hotelu.
Na parterze mieściła się restauracja, na piętrze pokoje gościnne. W trakcie II wojny światowej władze okupacyjne hotel przejęły, funkcjonował on jako Krakauerhotel i przeznaczony był wyłącznie dla Niemców. Po wojnie hotel i restaurację zlikwidowano, a budynek przekształcono na powierzchnie mieszkalno-administracyjne.

## Obecnie
Wprowadzone w trakcie II wojny światowej i kontynuowane w latach powojennych założenia komunikacyjne niemal całkowicie wykluczyły Rynek Nowego Miasta z planu jako główną miejską arterię. Główny trakt na osi wschód-zachód przesunięty został na północ i zamiast biec jak dawniej "Kłapkówką" (ob. ulica Sobieskiego), ustalony został przebieg nowej alei - Piłsudskiego. Jednak, że i przy tych planach wykorzystano wcześniejszą siatkę ulic Nowego Miasta. Ulica Piłsudskiego bowiem wpadała na Rynek w miejsce dawnej "Cyganówki" (w czasach międzywojnia ulicy św. Mikołaja). Sam plac stracił całkowicie swoją pierwotną funkcje targową i urządzono na nim mały skwer z fontannami. Od wschodu natomiast plac ograniczyła ulica Targowa, a od południa Sobieskiego.
Oryginalna zabudowa placu przetrwała najwyraźniej w jego północnej części, bezpośrednio przy przebiegającej obecnie przez Rynek alei Piłsudskiego. Niskie piętrowe kamieniczki wyraźnie układają się wzdłuż pierzei północnej pierwotnego założenia. Kompozycję tę zakłócają jednak kamienice wybudowane, jakby w północno-wschodnim narożu rynku (tzw. Kasa Chorych na Nowym Mieście i drugi budynek, już pod adresem Piłsudskiego)(pierwsza wybudowana przed 1849 r.; druga natomiast po 1909), w których obecnie mieszczą się przychodnia, biura, apteka i sklepy. Od wschodu plac zamknięty jest niższą, narożną kamienicą, wybudowaną wzdłuż obecnych ulic Targowej i Piłsudskiego przed 1895 rokiem. Pierzeja południowa "urywa się" gdyż do rynku dostawione jest obecnie targowisko z małymi drewnianymi budkami. Bardzo interesująco przedstawia się za to naroże południowo-zachodnie, gdzie zachowały się trzy zabytkowe budynki - Kamienice przy ob. Placu Wolności 1 - z apteką pod Matką Boską, 2 - Hotel Krakowski i 3 - z kinem Muza (Muzeum).